# Gnieźnik

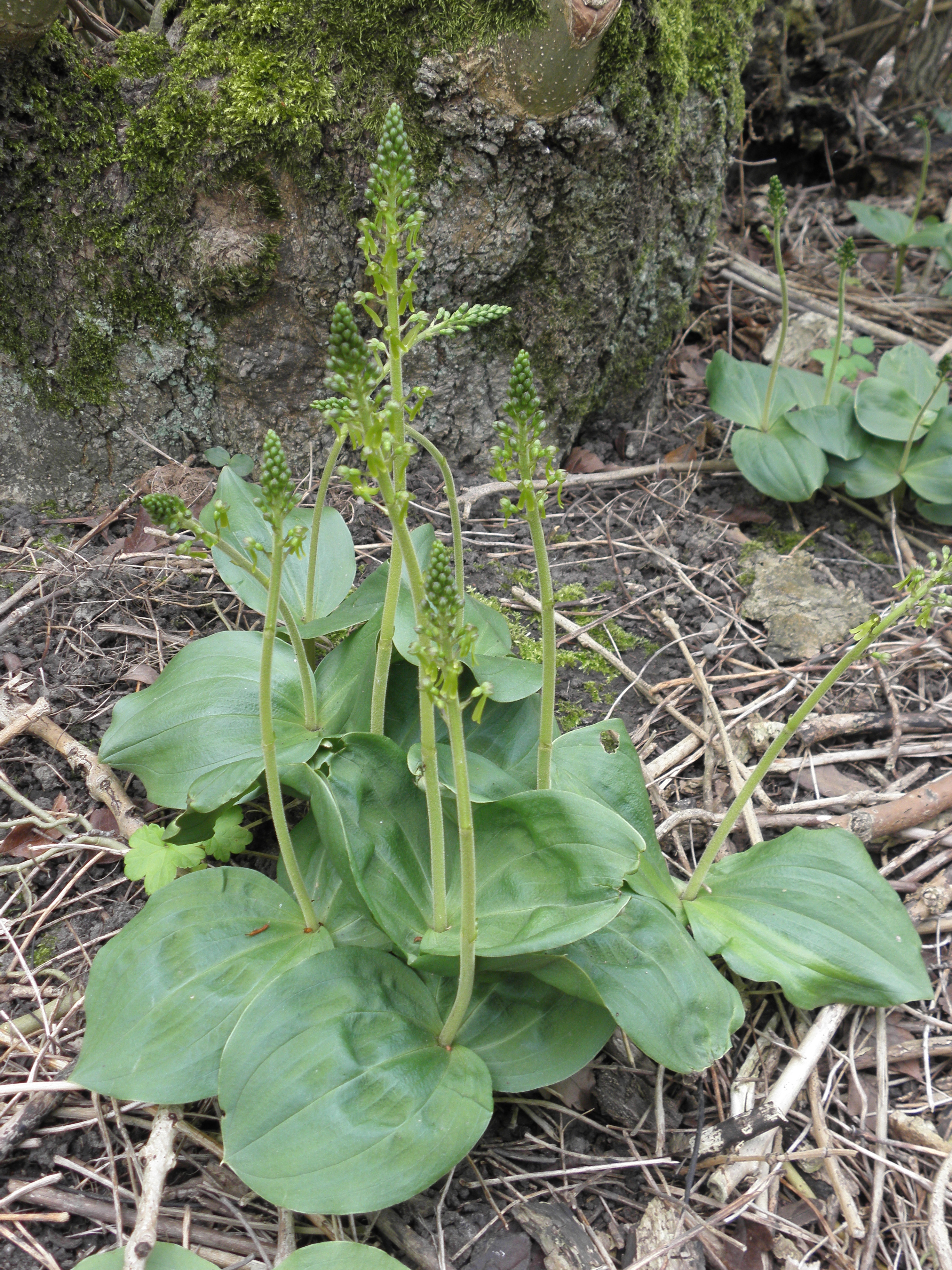
Gnieźnik jajowaty

Gnieźnik (Neottia) – rodzaj roślin należący do rodziny storczykowatych (Orchidaceae). Należą do niego 73 gatunki (w ujęciu obejmującym podrodzaj listera Listera). Występują one w Ameryce Północnej (na południu po Kalifornię, Teksas i Florydę), Europie, w północnej i wschodniej Azji, przy czym kilka gatunków sięga na południu do tropikalnej części Azji (Mjanma, Wietnam). Do flory Polski, w tradycyjnym, wąskim ujęciu, należy gnieźnik leśny (N. nidus-avis), a w szerszym współczesnym – także gnieźnik sercowaty (N. cordata) i jajowaty (N. ovata). Są to rośliny wolno rosnące (często mija kilkanaście lat zanim zakwitną pierwszy raz), liczne są myko-heterotrofami, niektóre gatunki zapylane są przez mrówki.

## Morfologia
PokrójNiewielkie, naziemne rośliny zielne, autotroficzne i wówczas zielone lub myko-heterotroficzne i wówczas bezzieleniowe (zwykle czerwonawobrązowe). Kłącze krótkie z gęsto skupionymi korzeniami, cienkimi, czasem zgrubiałymi lub koralkowymi. Łodyga nadziemna prosto wzniesiona.
LiścieU nasady pędu łuskowate i u roślin bezzieleniowych tylko takie. U autotroficznych występują zwykle dwa, rzadko trzy lub cztery liście wyrastające naprzeciwlegle lub niemal naprzeciwlegle, zwykle mniej więcej w połowie długości łodygi. Liście są siedzące, jajowate, trójkątnie jajowate, sercowato jajowate lub sercowate.
KwiatyZebrane w szczytowy kwiatostan groniasty, rzadko zredukowany do pojedynczego kwiatu. Przysadki są trwałe, ale błoniaste, krótsze zwykle od zalążni. Kwiaty są niewielkie, odwrócone lub czasem nie, wyrastają na cienkiej, nagiej lub owłosionej szypułce. Mają barwę taką jak reszta pędu lub są fioletowe, żółtobrązowe, czerwonawe. Zalążnia jest owalna. Zewnętrzne listki okwiatu są wolne, podobne do siebie i rozpostarte. Wewnętrzne listki są zwykle od nich węższe i krótsze z wyjątkiem okazałej zwykle warżki, która pozbawiona jest ostrogi, choć czasem bywa rozdęta u nasady. Na szczycie jest rozdzielona na dwie łatki, czasem tylko płytko wycięta lub całobrzega. Prętosłup jest prosto wzniesiony lub nieco łukowaty, krótki lub długi, bez stopy. Pyłkowiny są dwie, obie podłużnie podzielone. Okazałe rostellum jest rozpostarte poziomo lub wzniesione, językowate lub jajowate.
OwoceNiewielkie torebki.

## Systematyka
Pozycja systematyczna
Jeden z sześciu rodzajów plemienia Neottieae w obrębie podrodziny epidendronowych (Epidendroideae) z rodziny storczykowatych (Orchidaceae).
Rozróżniane ze względu na zdolność do fotosyntezy, zielone storczyki z rodzaju Listera i bezzieleniowe storczyki w tradycyjnym ujęciu rodzaju Neottia okazały się być bezpośrednio spokrewnione. Storczyki z rodzaju Neottia zagnieżdżone są w gradzie ewolucyjnym tworzonym przez przedstawicieli rodzaju Listera i ich wyodrębnianie czyni z rodzaju Listera takson parafiletyczny. W kladzie z Neottia s.s zagnieżdżone są dodatkowo storczyki z tradycyjnie wyróżnianego rodzaju Holopogon Kom. & Nevski. W tej sytuacji rodzaje te połączono w jeden, pod najstarszą nazwą, czyli Neottia. W kolejnych badaniach filogenetycznych potwierdzono wielokrotnie monofiletyczność tak ujmowanego rodzaju. W efekcie też współczesne bazy taksonomiczne włączają tradycyjnie wyróżniane w XX wieku gatunki z rodzaju Listera do rodzaju Neottia.
Ze względu na utrwalone rozdzielanie tych rodzajów w piśmiennictwie w XX wieku, wciąż publikowane są ujęcia wyróżniające rodzaj Listera i tak też uczyniono w krajowej liście flory polskiej z 2020 roku.
Wykaz gatunków
- Neottia acuminata Schltr.
- Neottia alternifolia (King & Pantl.) Szlach.
- Neottia auriculata (Wiegand) Szlach.
- Neottia bambusetorum (Hand.-Mazz.) Szlach.
- Neottia banksiana (Lindl.) Rchb.f.
- Neottia bicallosa X.H.Jin
- Neottia biflora (Schltr.) Szlach.
- Neottia bifolia (Raf.) Baumbach
- Neottia borealis (Morong) Szlach.
- Neottia brevicaulis (King & Pantl.) Szlach.
- Neottia brevilabris Tang & F.T.Wang
- Neottia camtschatea (L.) Rchb.f.
- Neottia chandrae Raskoti, J.J.Wood & Ale
- Neottia chenii S.W.Gale & P.J.Cribb
- Neottia cinsbuensis T.P.Lin & D.M.Huang
- Neottia confusa Bhaumik
- Neottia convallarioides (Sw.) Rich.
- Neottia cordata (L.) Rich. – gnieźnik sercowaty, listera sercowata
- Neottia deltoidea (Fukuy.) Szlach.
- Neottia dentata (King & Pantl.) Szlach.
- Neottia dihangensis Bhaumik
- Neottia divaricata (Panigrahi & P.Taylor) Szlach.
- Neottia fangii (Tang & F.T.Wang ex S.C.Chen & G.H.Zhu) S.C.Chen, S.W.Gale & P.J.Cribb
- Neottia flabellata (W.W.Sm.) Szlach.
- Neottia fugongensis (X.H.Jin) J.M.H.Shaw
- Neottia fukuyamae T.C.Hsu & S.W.Chung
- Neottia furusei T.Yukawa & Yagame
- Neottia gaudissartii Hand.-Mazz.
- Neottia hohuanshanensis T.P.Lin & Shu H.Wu
- Neottia inagakii Yagame, Katsuy. & T.Yukawa
- Neottia inayatii (Duthie) Schltr.
- Neottia japonica (Blume) Szlach.
- Neottia karoana Szlach.
- Neottia kiusiana T.Hashim. & S.Hatus.
- Neottia kuanshanensis H.J.Su
- Neottia latilabra (Evrard ex Gagnep.) ined.
- Neottia listeroides Lindl.
- Neottia longicaulis (King & Pantl.) Szlach.
- Neottia mackinnonii Deva & H.B.Naithani
- Neottia makinoana (Ohwi) Szlach.
- Neottia megalochila S.C.Chen
- Neottia meifongensis (H.J.Su & C.Y.Hu) T.C.Hsu & S.W.Chung
- Neottia microglottis (Duthie) Schltr.
- Neottia microphylla (S.C.Chen & Y.B.Luo) S.C.Chen, S.W.Gale & P.J.Cribb
- Neottia morrisonicola (Hayata) Szlach.
- Neottia mucronata (Panigrahi & J.J.Wood) Szlach.
- Neottia nanchuanica (S.C.Chen) Szlach.
- Neottia nandadeviensis (Hajra) Szlach.
- Neottia nankomontana (Fukuy.) Szlach.
- Neottia nepalensis (N.P.Balakr.) Szlach.
- Neottia nidus-avis (L.) Rich. – gnieźnik leśny
- Neottia nipponica (Makino) Szlach.
- Neottia nujiangensis X.H.Jin
- Neottia nyinyikyawii X.H.Jin, A.T.Mu & H.A.Mung
- Neottia oblata (S.C.Chen) Szlach.
- Neottia ovata (L.) Bluff & Fingerh. – gnieźnik jajowaty, listera jajowata
- Neottia pantlingii (W.W.Sm.) Tang & F.T.Wang
- Neottia papilligera Schltr.
- Neottia piluchiensis T.P.Lin
- Neottia pinetorum (Lindl.) Szlach.
- Neottia pseudonipponica (Fukuy.) Szlach.
- Neottia puberula (Maxim.) Szlach.
- Neottia smallii (Wiegand) Szlach.
- Neottia smithiana Schltr.
- Neottia smithii (Schltr.) Szlach.
- Neottia taibaishanensis P.H.Yang & K.Y.Lang
- Neottia taizanensis (Fukuy.) Szlach.
- Neottia tenii Schltr.
- Neottia tenuis (Lindl.) Szlach.
- Neottia unguiculata (W.W.Sm.) Szlach.
- Neottia ussuriensis (Kom. & Nevski) Soó
- Neottia wardii (Rolfe) Szlach.
- Neottia yunnanensis (S.C.Chen) Szlach.

Wykaz hybryd
- Neottia × veltmanii (Case) Baumbach